# Nanette Burstein

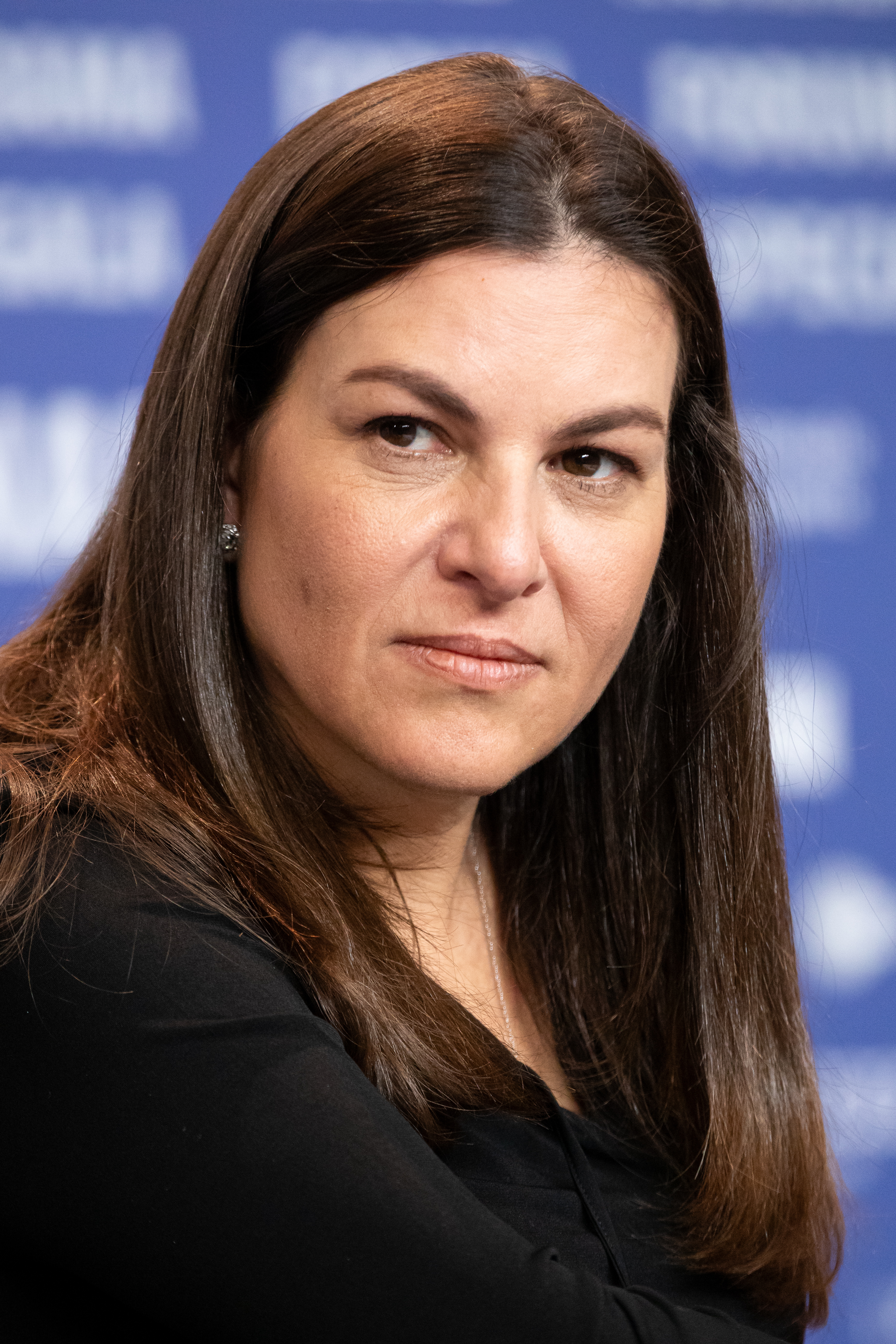
Nanette Burstein, 2020

Nanette Burstein (* 23. Mai 1970 in Buffalo) ist eine US-amerikanische Filmregisseurin, Filmproduzentin und Drehbuchautorin. Sie produzierte preisgekrönte Dokumentarfilme wie On The Ropes, The Kid Stays in the Picture und American Teen.

## Leben und Wirken
Nanette Burstein studierte Film an der Tisch School of the Arts in New York City. Während des Studiums begann sie gemeinsam mit ihrem Kommilitonen Brett Morgen an der Dokumentation On The Ropes zu arbeiten. Sie begleiteten zwei Jahre lang mit Schulkameras drei angehende Boxer. Burstein, die in einem Fitnesscenter in Bedford–Stuyvesant (Brooklyn) Boxen trainierte, hatte dort die Protagonisten des Films kennengelernt.  Unterstützt von der Filmeditorin Nancy Baker, die für Finanzierung und Vertrieb sorgte, konnte sie schließlich die Dokumentation fertigstellen. Die Premiere fand am 22. Januar 1999 auf dem Sundance Film Festival statt. On The Ropes gewann zahlreiche Preise und wurde bei der Oscarverleihung 2000 in der Kategorie Bester Dokumentarfilm nominiert.
Burstein produzierte in den Folgejahren weitere Dokumentationen. 2002 erschien The Kid Stays in the Picture, ein Porträt des US-amerikanischen Filmproduzenten Robert Evans, das den gleichen Titel trägt wie seine Autobiografie. Der Film gewann unter anderem einen Satellite Award in der Kategorie Bester Dokumentarfilm und einen Boston Society of Film Critics Award für den besten Dokumentarfilm.
Im August 2011 stellte Morgan Spurlock The Kid Stays in the Picture in seiner Sendung 50 Documentaries to See Before You Die auf Current TV vor.
2008 gewann Burstein mit ihrer Schüler-Dokumentation American Teen erneut mehrere Preise. Unter anderem wurde sie auf dem Sundance Film Festival für die Beste Regie bei einem Dokumentarfilm ausgezeichnet. Der Film porträtiert fünf Highschool-Schüler in ihrem Abschlussjahr. Burstein verbrachte zuvor zehn Monate in Warsaw in Indiana, um rund 1000 Stunden Filmmaterial zu drehen, das sie anschließend ein Jahr lang bis zum fertigen Film bearbeitete.
Mit der romantischen Komödie Verrückt nach dir (2010) führte Burstein erstmals bei einem Spielfilm Regie. Sie produzierte außerdem Einzelfolgen verschiedener TV-Serien. Im Rahmen der ESPN-Doku-Reihe 30 for 30 widmete sie die Folge The Price of Gold (2014) dem Geschehen um die Eiskunstläuferinnen Tonya Harding und Nancy Kerrigan. 2016 folgte der Dokumentarfilm John McAfee – Das bizarre Leben des Software-Millionärs über den gleichnamigen Unternehmer. 2020 erschien ihre vierteilige Dokumentation Hillary, in der sie die US-amerikanische Politikerin und ehemalige First Lady Hillary Clinton porträtiert. Der 252 Minuten lange Film, welcher Interviews und biografisches Filmmaterial zeigt, lief in Anwesenheit von Clinton auf der Berlinale 2020 in der Sektion „Berlinale Special“.
Neben Film und Fernsehen führt Burstein auch bei Werbespots Regie, u. a. für Nike.
Burnstein ist mit Autor und Journalist Scott Anderson, der für das New York Times Sunday magazine schreibt, verheiratet. Sie haben eine gemeinsame Tochter und wohnen in Brooklyn. Sie sind gemeinsam mit Sebastian Junger Inhaber der Bar The Half King in Chelsea, in der seit ihrer Gründung 2000 regelmäßig Lesungen stattfinden.

## Filmografie
- 1997: Domestic Differences
- 1998: In the Name of the Emperor
- 1998: Defending Our Daughters: The Rights of Women in the World
- 1999: On the Ropes
- 2001: The Wrong Man? (Fernsehserie)
- 2001: Say It Loud: A Celebration of Black Music in America (Fernsehserie)
- 2002: The Kid Stays in the Picture
- 2004: Film School (Fernsehserie)
- 2005: Autobiography (Fernsehserie)
- 2007: American Shopper
- 2007: NY77: The Coolest Year in Hell
- 2008: American Teen
- 2010: Verrückt nach dir (Going the Distance)
- 2012: Katy Perry: Part of Me
- 2012: Apartment 23 (Don’t Trust the B---- in Apartment 23, Fernsehserie, 1 Folge)
- 2012: New Girl (Fernsehserie, 1 Folge)
- 2013: The Carrie Diaries (Fernsehserie, 1 Folge)
- 2014: The Price of Gold
- 2016: John McAfee – Das bizarre Leben des Software-Millionärs (Gringo: The Dangerous Life of John McAfee)
- 2020: Hillary